# Bellcrank

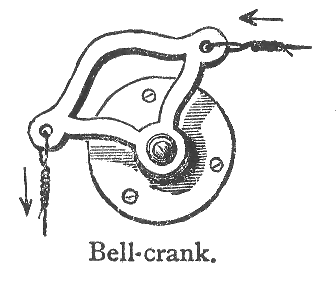
Ilustração de uma alavanca retangular em forma de manivela, usada para mudar a direção dos fios do sino.

Bellcrank ou Guinhol (às vezes digitado  "belcrank") é uma ferramenta que consiste em uma peça de metal ou plástico resistente, em formato de "T" ou "L", destinada a transferir movimento mecânico de uma direção para outra. Quando em formato de "T", dispõe de um eixo no centro e duas hastes de comando, ou dois cabos de comando, que vão movimentar as pontas do traço horizontal do T, um puxando e o outro empurrando.
Assim, a perna vertical do T move-se para um lado e para o outro, e na extremidade inferior desta fica presa uma haste que vai transferir o movimento para outro lugar. Por exemplo, em aeromodelos com motor a explosão, dois cabos de aço com cerca de 10 metros, que saem de uma manete na mão do aeromodelista, entram pela extremidade da asa do aeromodelo, ligando-se a um bellcrank no interior do aparelho. Do bellcrank sai uma haste de aço que vai dar no leme de profundidade do aeromodelo, permitindo controlá-lo, e assim fazer o modelo subir, descer ou permanecer em voo nivelado.
O bellcrank em forma de L tem um eixo no centro do L e normalmente tem a finalidade de fazer com que o movimento de uma haste que fica articulada numa das extremidades do L movimente uma outra que fica presa na ponta da outra extremidade. Os bellcranks são dispositivos baseados em uma máquina simples, a alavanca, e são muito utilizados em aviões, automóveis e peças complexas tais como bombas injetoras de motores diesel, carburadores, comandos de máquinas e aparelhos em geral.